# Золотинський заказник
Золоти́нський зака́зник — ботанічний заказник загальнодержавного значення в Україні. Розташований у межах Сарненського району Рівненської області, на північний захід від села Вербівка.
Площа 3016 га. Створений у 1981 році. Перебуває у віданні Висоцького та Дубровицького лісгоспзагів.
Під охороною — болотний масив Бабин Мох, на якому переважають оліготрофні, олігомезотрофні та мезотрофні угруповання з пригніченою сосною. У трав'яному та чагарниковому покриві переважають багно болотне, андромеда багатолиста, осока пухнастоплода; трапляється росичка круглолиста, занесена до Червоної книги України. Є велика ділянка з журавлиною болотною. Багатий тваринний світ.